# 黎郁達
黎郁達（英語：Lai Yuk-Tat，1902年—1957年5月8日），已故香港足球運動員，活躍於1920年代，司職中堅，有「生鬼泰」之稱號。

## 簡歷
黎郁達畢業於聖保羅書院，出道於南華會。1926年，南華會發生聯愛團事件，黎郁達與其他大部份隊友離隊，改投新成立的中華隊，成為球會在1927年至1929年三奪香港甲組聯賽冠軍的功臣之一。
1930年代，黎離開香港球壇到廣州生活，在黃埔海軍學校航海班畢業後於海軍任職，又曾擔任沙面警察分局局長。戰後，他返回香港，重返中華會處理球隊事務。1949年，他提出「清潔球壇運動」，對球壇的各種不良風氣作出公開批評。
1957年，黎患上癌症，最終病重離世，享年55歲。

## 國際賽生涯
黎郁達在1921年、1923年、1925年、1927年代表中國隊出戰遠東運動會，全部比賽中正選上陣。1928年，代表香港隊出戰對新加坡的埠際賽。